# جبر خطی (کتاب)
جبر خطی کتابی از سرژ لانگ با ترجمهٔ محمد رجبی طرخورانی است که در سال ۱۳۷۲ منتشر و در مراسم کتاب سال جمهوری اسلامی ایران به‌عنوان کتاب برگزیده معرفی شد.